# Vierfibeltracht

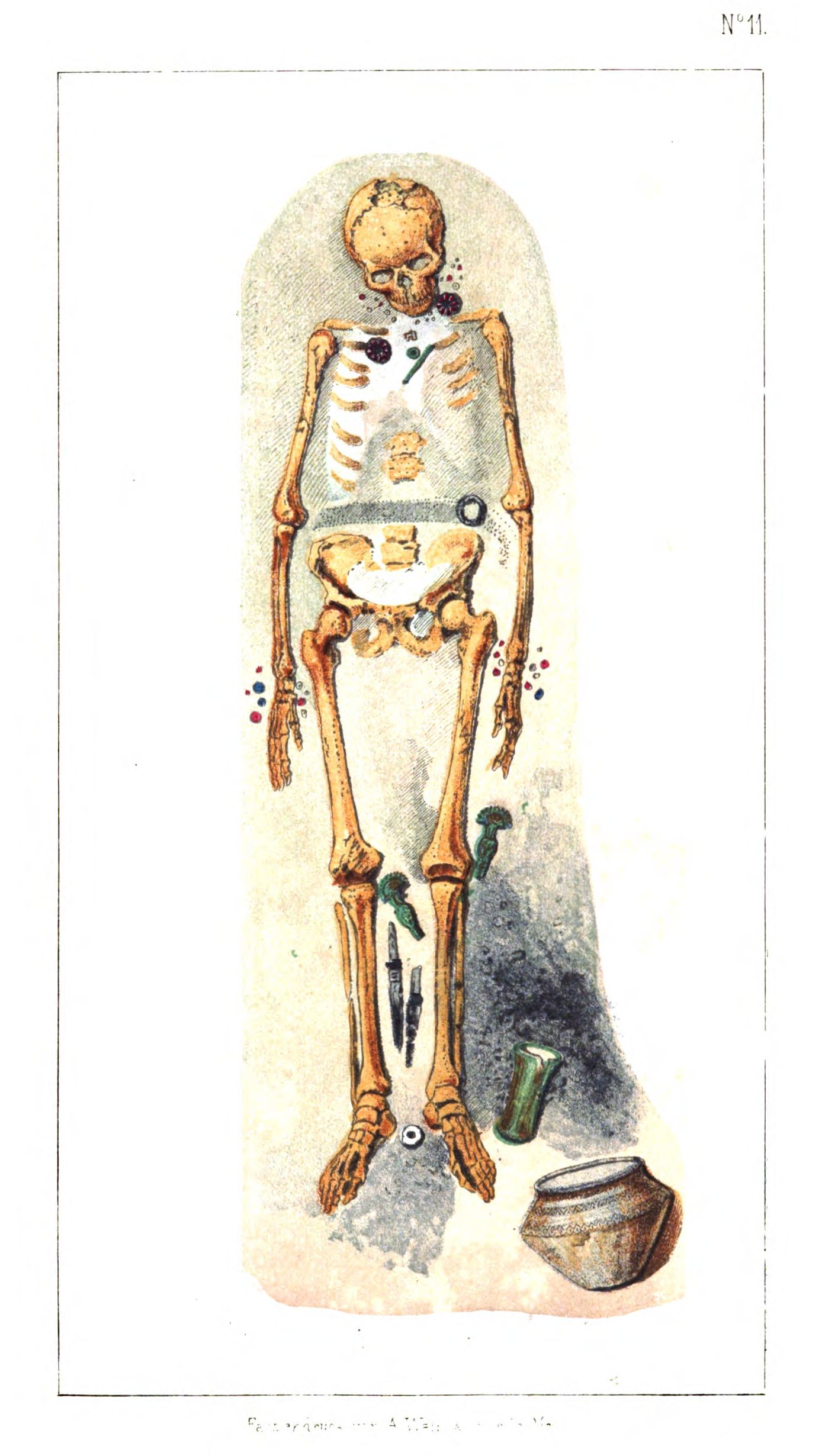
Grab 11 aus dem Gräberfeld von Selzen mit Vierfibeltracht. Ein Scheibenfibelpaar liegt bei den Schlüsselbeinen, die beiden Bügelfibeln bei den Knien.

Die Vierfibeltracht war ein frühmittelalterlicher Bekleidungsstil, der von westgermanischen Frauen zwischen dem 5. und dem 7. Jahrhundert getragen wurde. Ihren Namen verdankt diese Tracht der Tatsache, dass sie gewöhnlich mit zwei in ihrer Form unterschiedlichen Fibelpaaren getragen wurde.

## Entwicklung
Im Laufe des 5. Jahrhunderts wandelte sich die Tracht der westgermanischen Frauen von einem einfachen Schlauchkleid (peplos) hin zu einem tunikaähnlichen Gewand. Beeinflusst wurden sie dabei vom Kleidungsstil der romanischen Frauen in den von Germanen besetzten ehemaligen römischen Territorien. Die westgermanische Tunika war an den Schultern vernäht und wurde mit einem Gürtel (cingulum) getragen. Dennoch behielten die germanischen Frauen ihre Tradition bei, auffallend große Fibeln als Standessymbol offen sichtbar zu tragen. Damit grenzten sie sich deutlich von den mit ihnen lebenden Romaninnen ab, deren Oberkleidung meist ohne Fibeln auskam. Trotz der modischen Annäherung an die Romaninnen blieben die Fibeln für die westgermanischen Frauen weiterhin ein deutlich sichtbares Zeichen ihrer ethnischen Zugehörigkeit.
Am Übergang vom 6. zum 7. Jahrhundert verschwinden die Bügelfibeln dann allmählich wieder aus dem Inventar der germanischen Gräber und werden durch große Scheibenfibeln abgelöst. Darin spiegelt sich ein erneuter Wandel der Frauentracht. Die Vierfibeltracht gerät aus der Mode.

## Trageweise

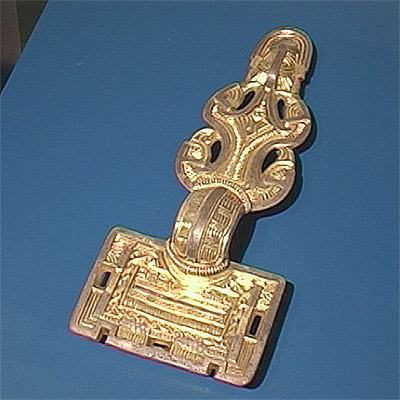
Bajuwarische Bügelfibel aus Waging am See (7. Jahrhundert).

Das Tunikakleid wurde über ein langärmeliges Unterkleid gezogen und mit einem Gürtel über der Hüfte getragen.
Die paarig getragenen Bügelfibeln, die ursprünglich die Frauenoberkleidung an den Schultern zusammenhielten, verloren in der Vierfibeltrachtzeit ihre praktische Funktion. Das neue Tunikakleid war an den Schultern vernäht. Dennoch wurden sie von den westgermanischen Frauen als Standessymbol beibehalten und weiterhin paarig, aber nun parallel zur Körperachse unterhalb des Beckens bzw. zwischen den Oberschenkeln angebracht. Dabei wurden sie in den Saum der Tunika oder auf eine Schärpe gesteckt, die über dem Gürtel getragen wurde. Im Verlauf der Vierfibeltrachtperiode werden die Bügelfibeln größer und von ihren Trägerinnen immer tiefer Richtung Knie getragen.
Von der unteren Fibel des Paares geht das Gehängeband ab, ein magisches Amuletband an dessen unterem Ende z. B. ein Tierzahn oder ein Schlüssel, eine Zierscheibe aus Metall, eine große Millefioriperle oder ähnliches zur Beschwerung hing. In einigen Gräbern finden sich hier auch kleine Messer. Das Gehängeband selbst bestand aus Stoff oder Leder, das bei reicher Ausstattung mit Silberblech beschlagen gewesen sein konnte.

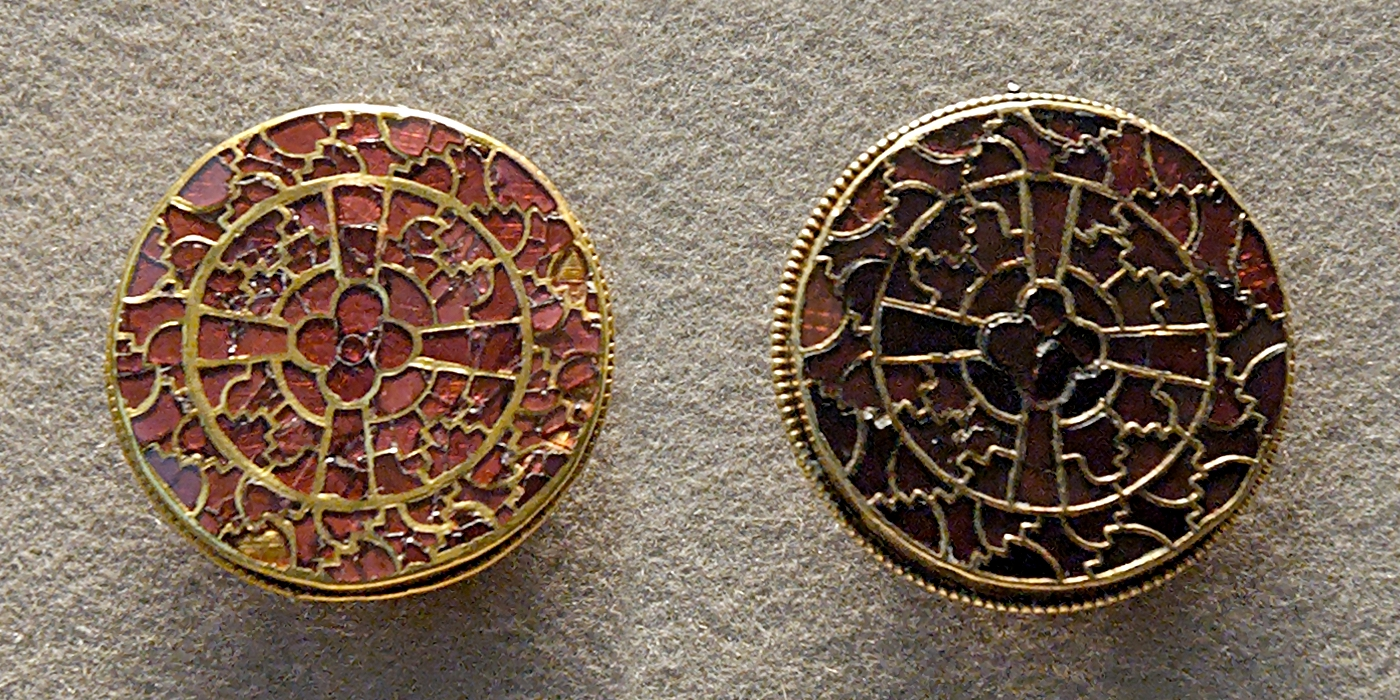
Scheibenfibelpaar aus dem Arnegundegrab

Über dem Tunikakleid trug die Westgermanin ein über die Schultern gelegtes Tuch bzw. einen Mantel, der von einem Kleinfibelpaar gehalten wurde, das in Brusthöhe angebracht war. Es kommen kleine almandinbesetzte Scheibenfibeln, aber auch Vogel- oder S-förmige Gewandschließen vor. Die beiden Fibeln konnten durch eine Glasperlenkette verbunden sein. Im 7. Jahrhundert, nach der Vierfibeltrachtzeit, wird dieses Kleinfibelpaar durch eine auffallend große Scheibenfibel ersetzt.
Komplettiert wurde die Vierfibeltracht durch individuellen Schmuck wie beispielsweise Fingerringe, Glasperlenketten, Ohrringe und Haarnadeln.
Von der Vierfibeltracht bleiben im Inventar westgermanischer Frauengräber meist nur noch die zwei Kleinfibeln in Brusthöhe, das Bügelfibelpaar im Beckenbereich und die anorganischen Bestandteile des Gürtels und des Gehänges überliefert.